# US Boulogne
Union Sportive de Boulogne Côte d'Opale (normalt bare kendt som Union Sportive de Boulogne eller bare US Boulogne) er en fransk fodboldklub fra Boulogne-sur-Mer i Nord-Pas-de-Calais-regionen. Klubben spiller i landets tredjebedste række, Championnat National. I sæsonen 2009-10 optrådte man i Ligue 1.
US Boulogne har aldrig vundet nogen titler, og klubbens største bedrift er en semifinaleplads i pokalturneringen Coupe de France i 1937.

## Titler
- Ingen

## Kendte spillere
- Franck Ribéry
- Ibrahim Koné
- N'Golo Kanté

## Danske spillere
- Ingen